# Selecció de futbol de Jamaica
La Selecció de futbol de Jamaica és l'equip representatiu del país a les competicions oficials. La seva organització està a càrrec de la Jamaica Football Federation, pertanyent a la CONCACAF.

## Palmarès
- Copa del Carib: 6

1991, 1998, 2005, 2008, 2010, 2014

## Historial de participacions

### Participacions en la Copa del Món
- De 1930 a 1962: No hi va participar
- De 1966 a 1970: No s'hi va classificar
- 1974: Va abandonar
- 1978: No s'hi va classificar
- 1982: No hi va participar
- 1986: Va abandonar
- De 1990 a 1994: No s'hi va classificar
- 1998: Fase de grups
- De 2002 a 2018: No s'hi va classificar

### Participacions en el Campionat de la CONCACAF
- 1963: 1a ronda
- 1965: No hi va participar
- 1967: No es va classificar
- 1969: 6a plaça
- 1971: No es va classificar
- 1973: No hi va participar
- 1977: Va abandonar
- 1981: No hi va participar
- 1985: Va abandonar
- 1989: No es va classificar

### Participacions en la Copa d'Or
| Copa d'Or de la CONCACAF | Copa d'Or de la CONCACAF | Copa d'Or de la CONCACAF | Copa d'Or de la CONCACAF | Copa d'Or de la CONCACAF | Copa d'Or de la CONCACAF | Copa d'Or de la CONCACAF | Copa d'Or de la CONCACAF | Copa d'Or de la CONCACAF |
| Any                      | Resultat                 | Posició                  | PJ                       | PG                       | PE                       | PP                       | GF                       | GC                       |
| ------------------------ | ------------------------ | ------------------------ | ------------------------ | ------------------------ | ------------------------ | ------------------------ | ------------------------ | ------------------------ |
| 1991                     | Fase de grups            | 8s                       | 3                        | 0                        | 0                        | 3                        | 3                        | 12                       |
| 1993                     | 3s                       | 3s                       | 5                        | 1                        | 2                        | 2                        | 6                        | 10                       |
| 1996                     | No s'hi va classificar   | No s'hi va classificar   | No s'hi va classificar   | No s'hi va classificar   | No s'hi va classificar   | No s'hi va classificar   | No s'hi va classificar   | No s'hi va classificar   |
| 1998                     | 4t                       | 4t                       | 5                        | 2                        | 1                        | 2                        | 5                        | 4                        |
| 2000                     | Fase de Grups            | 12s                      | 2                        | 0                        | 0                        | 2                        | 0                        | 3                        |
| 2002                     | No s'hi va classificar   | No s'hi va classificar   | No s'hi va classificar   | No s'hi va classificar   | No s'hi va classificar   | No s'hi va classificar   | No s'hi va classificar   | No s'hi va classificar   |
| 2003                     | Quarts de final          | 7s                       | 3                        | 1                        | 0                        | 2                        | 2                        | 6                        |
| 2005                     | Quarts de final          | 8s                       | 4                        | 1                        | 1                        | 2                        | 8                        | 10                       |
| 2007                     | No s'hi va classificar   | No s'hi va classificar   | No s'hi va classificar   | No s'hi va classificar   | No s'hi va classificar   | No s'hi va classificar   | No s'hi va classificar   | No s'hi va classificar   |
| 2009                     | Fase de grups            | 10s                      | 3                        | 1                        | 0                        | 2                        | 1                        | 2                        |
| 2011                     | Quarts de final          | 5s                       | 4                        | 3                        | 0                        | 1                        | 7                        | 2                        |
| 2013                     | No s'hi va classificar   | No s'hi va classificar   | No s'hi va classificar   | No s'hi va classificar   | No s'hi va classificar   | No s'hi va classificar   | No s'hi va classificar   | No s'hi va classificar   |
| 2015                     | Finalistes               | 2°                       | 6                        | 4                        | 1                        | 1                        | 8                        | 6                        |
| 2017                     | Finalistes               | 2°                       | 6                        | 3                        | 2                        | 1                        | 7                        | 4                        |
| Total                    | 5/9                      | 0 títols                 | 35                       | 13                       | 5                        | 18                       | 40                       | 55                       |

### Participacions en la Copa del Carib
- 1989: No s'hi va classificar
- 1990: Van abandonar-lo
- 1991: Campions
- 1992: Segons
- 1993: Segons
- 1994: No s'hi va classificar
- 1995: Fase de grups
- 1996: Fase de grups
- 1997: Tercers
- 1998: Campions
- 1999: Tercers, compartit
- 2001: Fase de grups
- 2005: Campions
- 2007: No s'hi va classificar
- 2008: Campions
- 2010: Campions
- 2012: Fase de grups
- 2014: Campions
- 2017: Finalista

### Participacions en la Copa Amèrica
Participa a la Copa Amèrica, en dues ocasions, com a convidada: el primer cop en el de 2015, i la segona, ja campions de la Copa del Carib 2014, per l'edició especial del Centenari de 2016.
- 2015: Fase de grups
- Centenario, 2016: Fase de grups